# Ignacy Czwartos
Ignacy Czwartos (ur. w 1966 w Kielcach) – polski malarz, rysownik i ilustrator.

## Biografia
Ignacy Czwartos urodził się w Kielcach w 1966 roku. Ukończył studia w Zakładzie Wychowania Plastycznego w Kaliszu (Uniwersytet im. Adama Mickiewicza), uzyskując dyplom w 1993 roku w pracowni prof. Tadeusza Wolańskiego. Był współzałożycielem Stowarzyszenia Artystycznego Otwarta Pracownia związanego z niekomercyjną galerią działającą w Krakowie od 1995 roku. Oprócz malarstwa Czwartos zajmuje się ilustracją prasową i książkową. Mieszka i tworzy w Krakowie.
Cechą charakterystyczną twórczości Czwartosa są motywy abstrakcji wzorowane na obrazach Jerzego Nowosielskiego. Malarz tworzy przedstawienia figuratywne. Włącza wątki autobiograficzne oraz związane z etosem żołnierzy wyklętych.
Dzieła malarza znajdują się, m.in. w następujących kolekcjach:
- Muzeum Narodowe w Krakowie[5]
- Zachęta Narodowa Galeria Sztuki w Warszawie[6][7][8]
- Mazowieckie Centrum Sztuki Współczesnej „Elektrownia” w Radomiu
- Muzeum Zamek Górków w Szamotułach
- Biuro Wystaw Artystycznych w Kielcach

Wszedł w skład komitetu wspierającego kandydaturę Karola Nawrockiego na prezydenta RP w wyborach w 2025.

## Odznaczenia
- Złoty Krzyż Zasługi (2025)[10]
- Srebrny Medal „Zasłużony Kulturze Gloria Artis” (2019)[11]